# Isabel de Anhalt-Zerbst
Isabel de Anhalt-Zerbst (Zerbst, 15 de septiembre de 1563-Crossen, 5 de octubre de 1607) fue princesa de Anhalt-Zerbst por nacimiento y electora de Brandeburgo por matrimonio.

## Biografía
Isabel era una de las hijas del príncipe Joaquín Ernesto de Anhalt (1536-1585), y de su primera esposa, Inés de Barby-Mühlingen (1540-1569).
El 6 de octubre de 1577, se casó en Jagdschloss Letzlingen con Juan Jorge de Brandeburgo (1525-1598). Su marido era casi 40 años mayor que ella y era viudo de sus dos primeras esposas. El matrimonio se celebró sin muchas celebraciones, y se le prometió una dote de 400 florines al año. A su vez, trajo como dote 15.000 florines, además de una considerable pensión.
Después de la muerte de su marido, y debilitada por los continuos partos, Isabel se retiró junto a sus hijos al palacio de Crossen. Está enterrada en la Cripta de los Hohenzollern en la Catedral de Berlín. 

## Descendencia
1. Cristián (1581-1655).
2. Magdalena (7 de enero de 1582-4 de mayo de 1616), casada en 1598 con el landgrave Luis V de Hesse-Darmstadt.
3. Joaquín Ernesto (1583-1625).
4. Inés (1584-1629), se casó con el duque Felipe Julio de Pomerania, y en 1628 con el príncipe Francisco Carlos de Sajonia-Lauenburgo.
5. Federico (1588-1611).
6. Isabel Sofía (13 de julio de 1589 a 24 de diciembre de 1629), se casó en Reichsfürst con el príncipe Janusz Radziwiłł, y el 27 de febrero de 1628 con el duque Julio Enrique de Sajonia-Lauenburgo.
7. Dorotea Sibila (19 de octubre de 1590-9 de marzo de 1625), casada en 1610 con el duque Juan Cristián de Brieg.
8. Jorge Alberto (1591-1615).
9. Segismundo (20 de noviembre de 1592-30 de abril de 1640).
10. Juan (1597-1627), obispo de Havelberg.
11. Juan Jorge (1598-1637).